# Lycoriella baishanzuna
Lycoriella baishanzuna är en tvåvingeart som beskrevs av Yang, Zhang och Yang 1995. Lycoriella baishanzuna ingår i släktet Lycoriella och familjen sorgmyggor.
Artens utbredningsområde är Zhejiang (Kina). Inga underarter finns listade i Catalogue of Life.